# Povrtnići
Povrtnići, ili Priče iz vrta (eng. VeggieTales) je dječja animirana serija koju su stvorili Phil Vischer i Mike Nawrocki, pod američkom animacijsko-produkcijskom kućom Big Idea Productions. Likovi serije su antropomorfno voće i povrće u pričama koje prenose moralne teme temeljene na kršćanstvu. Serija je stvorena 1993. godine, kao video serija koja se distribuirala isključivo kroz video kazete. Serija je dostigla veliku popularnost 1999. godine, a od tada su napravljene televizijske serije, filmovi, glazba i razni drugi mediji.
U Hrvatskoj, je seriju distribuirala Pa-Dora na DVD-u od 2008. do 2009. godine.

## Povijest
Seriju su stvorili Phil Vischer i Mike Nawrocki, u želji da stvore niz zabavnih i poučnih videozapisa koji podučavaju djecu o pričama i lekcijama iz Biblije.
Phil je na ideju došao još 1990. godine, kada je likove htio bazirati na bombonima. Međutim, njegova žena se protivila toj ideji jer je mislila kako bi slalo negativnu poruku za djecu. Umjesto bombona, nacrtao je krastavac i pomislio da je to najbolji izbor, voće povrće. Zadovoljio se idejom s voćem i povrćem, rekavši kako su laki za animirati u usporedbi s likovima s udovima, odjećom ili kosom, zbog tadašnjeg ograničenja 3D-animacije tijekom ranih 1990-ih.
Phil se pridružio Mikeu Nawrockiu, koji su obojica održavali lutkarske predstave na Biblijskom fakultetu. Phil je u jednoj od svojih predstava pričao priču "princeze na zrnu graška", ali je to govorio iz perspektive graška. U konačnici, skice koje je Phil koristio u svojim predstavama postali su likovi za Povrtniće.
Ime serije smislio je Mike Nawrocki, smatrajući da je to dobar naslov za priče o povrću.
Dok se dugometražni animirani film, Priča o igračkama smatra prvim kompletno 3D animiranim filmom, Povrtnići je prva video serija koja koristi tu vrstu animacije prije filma.

## Popis epizoda
| Broj | Hrvatski naziv                              | Originalni naziv                                       | Lekcija                      |
| ---- | ------------------------------------------- | ------------------------------------------------------ | ---------------------------- |
| 01   |                                             | Where’s God When I’m S-Scared?                         | Rukovanje strahom            |
| 02   |                                             | God Wants Me to Forgive Them!?!                        | Praštanje                    |
| 03   |                                             | Are You My Neighbor?                                   | Voljeti bližnjega            |
| 04   |                                             | Rack, Shack & Benny                                    | Rukovanje pritiskom vršnjaka |
| 05   | David i Divovski Krastavac                  | Dave and the Giant Pickle                              | Samopoštovanje               |
| 06   | Igračka koja je spasila Božić               | The Toy That Saved Christmas                           | Pravo značenje Božića        |
| 07   |                                             | Very Silly Songs!                                      | Nema lekcija                 |
| 08   |                                             | Larry-Boy! and the Fib from Outer Space!               | Govoriti istinu              |
| 09   |                                             | Josh and the Big Wall!                                 | Poslušnost                   |
| 10   |                                             | Madame Blueberry                                       | Zahvalnost                   |
| 11   |                                             | The End of Silliness?                                  | Nema lekcija                 |
| 12   | SuperLeon i Korov Tračalica                 | Larry-Boy and the Rumor Weed                           | Snazi riječi                 |
| 13   | Kralj George i Patkica                      | King George and the Ducky                              | Sebičnost                    |
| 14   | Estera... Djevojka Koja je Postala Kraljica | Esther... The Girl Who Became Queen                    | Hrabrost                     |
| 15   | Hrabri Viking Lyle                          | Lyle the Kindly Viking                                 | Dijeljenje                   |
| 16   |                                             | The Ultimate Silly Song Countdown                      | Nema lekcija                 |
| 17   |                                             | Jonah Sing-Along Songs and More!                       | Nema lekcija                 |
| 18   | Božićna zvijezda                            | The Star of Christmas                                  | Pravo značenje ljubava       |
| 19   |                                             | The Wonderful World of Auto-Tainment!                  | Nema lekcija                 |
| 20   | Balada o malom Joeu                         | The Ballad of Little Joe                               | Suočavanje s poteškoćama     |
| 21   | Uskršnja pjesma                             | An Easter Carol                                        | Pravo značenje Uskrsa        |
| 22   |                                             | A Snoodle’s Tale                                       | Samouprave                   |
| 23   |                                             | Sumo of the Opera                                      | Ustrajnost                   |
| 24   |                                             | Duke and the Great Pie War                             | Voljeti svoju obitelj        |
| 25   |                                             | Minnesota Cuke and the Search for Samson’s Hairbrush   | Suočavanje s nasilnicima     |
| 26   |                                             | Lord of the Beans                                      | Korištenje vaših darova      |
| 27   |                                             | Sheerluck Holmes and the Golden Ruler                  | Prijateljstvo                |
| 28   |                                             | LarryBoy and the Bad Apple                             | Sprječavanje iskušenja       |
| 29   |                                             | Gideon: Tuba Warrior                                   | Povjerenje Boga              |
| 30   |                                             | Moe and the Big Exit                                   | Slušanje uputa               |
| 31   |                                             | The Wonderful Wizard of Ha’s                           | Praštanje                    |
| 32   |                                             | Tomato Sawyer and Huckleberry Larry’s Big River Rescue | Pomagati drugima             |
| 33   |                                             | Abe and the Amazing Promise                            | Strpljenje                   |
| 34   |                                             | Minnesota Cuke and the Search for Noah’s Umbrella      | Samouvjerenost               |
| 35   |                                             | Saint Nicholas: A Story of Joyful Giving               | Pravo značenje davanja       |
| 36   |                                             | Pistachio: The Little Boy That Woodn’t                 | Slušanje roditelji           |
| 37   |                                             | Sweetpea Beauty                                        | Istinska ljepota             |
| 38   |                                             | It’s a Meaningful Life                                 | Osjećaj dobro                |
| 39   |                                             | ’Twas The Night Before Easter                          | Pravo značenje Uskrsa        |
| 40   |                                             | Princess and the Popstar                               | Biti sami                    |
| 41   |                                             | The Little Drummer Boy                                 | Nada, ljubav i praštanje     |
| 42   |                                             | Robin Good and His Not-So-Merry Men                    | Pomaže povrijediti ljude     |
| 43   |                                             | The Penniless Princess                                 | Istinita vrijedan            |
| 44   |                                             | The League of Incredible Vegetables                    | Rukovanje strahom            |
| 45   |                                             | The Little House That Stood                            | Donošenje dobrih odluka      |
| 46   |                                             | MacLarry and the Stinky Cheese Battle                  | Dobiti zajedno s drugima     |
| 47   |                                             | Merry Larry and the True Light of Christmas            | Pravo značenje Božića        |
| 48   |                                             | Veggies in Space: The Fennel Frontier                  | Dijeljenje                   |
| 49   |                                             | Celery Night Fever                                     | Praštanje                    |
| 50   |                                             | Beauty and the Beet                                    | Bezuvjetna ljubav            |
| 51   |                                             | Noah’s Ark                                             | Povjerenje Boga              |

### Popis filmova
| Broj | Hrvatski naziv  | Originalni naziv                                       | Lekcija      |
| ---- | --------------- | ------------------------------------------------------ | ------------ |
| 01   | Jonine avanture | Jonah: A VeggieTales Movie                             | Druge šanse  |
| 02   |                 | The Pirates Who Don’t Do Anything: A VeggieTales Movie | Nema lekcija |

## Sinkronizacija
- Hrvatska sinkronizacija epizode Uskršnja pjesma nema sinkronizirane pjesme na hrvatskom jeziku. Umjesto toga likovi samo skakuću na matricu pjesme.
  - Većina scena se također prikazuje bez glazbe i zvukova.
- Svi neverbalni zvukovi nisu sinkronizirani s hrvatskim glumcima. Umjesto toga, korišteni su zvukovi izvornih glumaca.
- Iako se to rijetko događa, Leona ponekad sinkronizira Robijev glumac. To se događa samo ako se jedan od njih ne pojavljuje u toj epizodi.

- U hrvatskoj sinkronizaciji Leon dobiva glas mlade djevojke, koji je posve drugačiji od njegovog originalnog glasa.
  - Ivo također dobiva glas dječaka u hrvatskoj sinkronizaciji, dok je u originalnoj sinkronizaciji njegov glas odraslog čovjeka s gizdavim naglaskom.
- U jednoj glazbenoj sceni iz epizode Balada o malom Joeu pjesma završava ranije no što bi trebala.